# Гетто в Уречье (Любанский район)
Гетто в Уре́чье (Лю́банский район) (лето 1941 — 4 августа 1943) — еврейское гетто, место принудительного переселения евреев посёлка Уречье Любанского района Минской области и близлежащих населённых пунктов в процессе преследования и уничтожения евреев во время оккупации территории Белоруссии войсками нацистской Германии в период Второй мировой войны.

## Оккупация Уречья и создание гетто

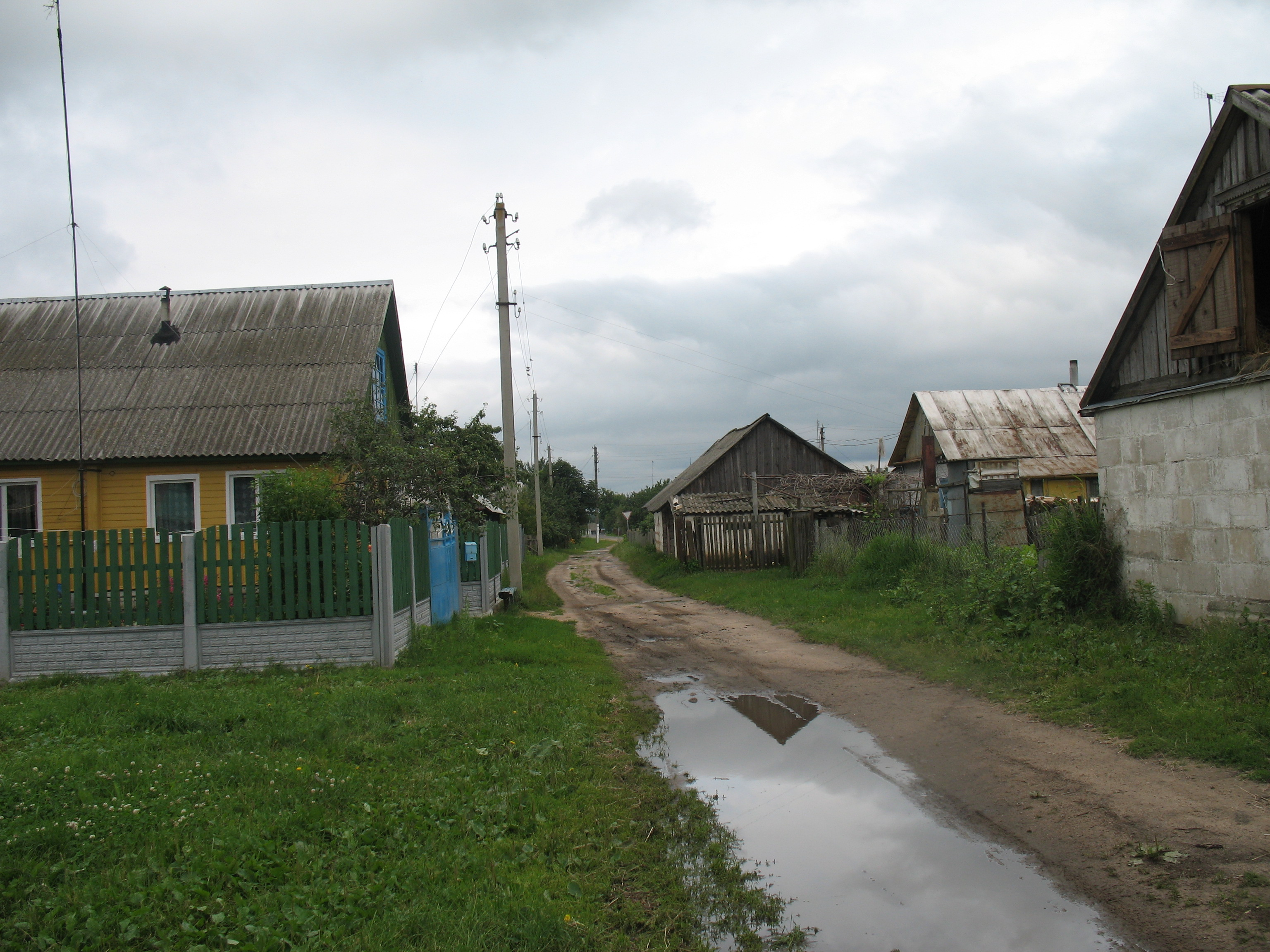
Вид на территорию бывшего гетто

Посёлок Уречье Любанского района Минской области был захвачен немецкими войсками 28 июня 1941 года, и оккупация продлилась три года — до 30 июня (1 июля) 1944 года.
Немцы, реализуя нацистскую программу уничтожения евреев, организовали в местечке гетто, в первое время оставив евреев жить в своих домах, так как они проживали в посёлке компактно. Но в марте 1942 года, готовясь к ликвидации гетто, немцы согнали всех оставшихся ещё в живых евреев на огороженную и охраняемую территорию.
По воспоминаниям очевидцев, некоторые жители ближних деревень, приезжая в Уречье, пытались помочь евреям и перебрасывали в гетто хлеб через ограждение.

## Уничтожение гетто
8 (4, в конце мая) мая 1942 года немцы и местные полицаи убили 830 (900) евреев в лесу севернее Уречья с левой стороны Слуцкого шоссе. Перед этой «акцией» (таким эвфемизмом нацисты называли организованные ими массовые убийства) немцы три раза предлагали евреям откупиться от смерти и обманывали. Поэтому, когда узников гетто вели на расстрел, те выбросили в реку все ещё чудом оставшиеся драгоценности, и взбешенные немцы избили их прикладами. Уже после расстрела немцы несколько дней пытались найти в реке хоть что-то.
1 августа 1942 года рядом с тем местом были расстреляны ещё 116 (120) евреев-специалистов, оставленных в живых после расстрела в мае 1942 года.
4 августа 1943 были убиты последние 93 еврея в Уречье — на территории гетто (нынешняя улица Зелёная).
Перед расстрелами немцы заставляли обреченных людей раздеваться догола. Маленьких детей не расстреливали, а бросали в ров живыми.

## Случаи спасения
Немцы позволили работать и не убивали двух нужных им евреев-специалистов. Один — электрик, отец Майи Вишневской. Когда стало известно, что всё равно всех евреев расстреляют, он с дочкой и её подругой Фаней Каплан ушли в партизаны. Второй специалист — врач Зинаида Морзон. Но в 1943 году немцам донесли, что она передает партизанам лекарства и перевязочные материалы, и её расстреляли с двумя дочками лет 7-10.

## Организаторы и исполнители убийств
Непосредственно руководил расстрелом командир 4-й роты 551-го охранного батальона старший лейтенант Гале вместе со старостой Уречья и начальником местной полиции. Руководил операцией в расстреле еврейского населения командир 4-й роты обер-лейтенант Калят (Калерт). Рядовые исполнители расстрела: старшина Андрещук, фельдфебели Сартен и Гартен, ефрейтор, он же шофер командира роты, Штепат, унтер-офицер Пикель Ганс, унтер-офицер Бретшнайдер, старший стрелок Салит (Занит), ефрейтор Гюпнер (Гибнер), ефрейтор Респондек Винцент, оберфельдфебель Венельт Роберт, унтер-офицер Фольке, Гефрайтер Кляйн, солдат Вурм, старший стрелок Шпиндлер, Гефрайтер Ганольд, переводчик 4-й роты 551-го охранного батальона, унтер-офицер Фраймут Фриц (Фридрих) и другие.

## Память
На месте расстрела долгое время после войны был только холм. Потом родственники погибших в 1967 (1957) году поставили два обелиска и ограды на местах двух расстрельных ям — в лесу на север от посёлка слева от дороги Р-57 (Уречье-Слуцк).
На месте расстрела 4 августа 1943 года (на улице Зелёной) памятник жертвам геноцида евреев был установлен в 1956 году.
Также на гражданском кладбище Уречья стоит памятник Зинаиде Морзон и её детям.

## Комментарии
1. ↑  В русском языке за служащими коллаборационистских полицейских органов закрепилось разговорное уничижительное название полица́й (во множественном числе — полица́и).